# Cortodera transcaspica
Cortodera transcaspica är en skalbaggsart som beskrevs av Plavilstshikov 1936. Cortodera transcaspica ingår i släktet Cortodera och familjen långhorningar.
Artens utbredningsområde är Iran. Inga underarter finns listade i Catalogue of Life.